# 瓦桑地区圣克里斯托夫
瓦桑地区圣克里斯托夫（法語：Saint-Christophe-en-Oisans，法語發音：[sɛ̃ kʁistɔf ɑ̃(n‿)wazɑ̃]），或纯意译作圣克里斯托夫-昂努瓦桑，是法国伊泽尔省的一个市镇，位于该省东南部，属于格勒诺布尔区。

## 地理
瓦桑地区圣克里斯托夫（44°57'26"N, 6°10'37"E）面积123.5 平方千米，位于法国奥弗涅-罗讷-阿尔卑斯大区伊泽尔省，该省份为法国东南部内陆省份，北起顺时针与安省、萨瓦省、上阿尔卑斯省、德龙省、阿尔代什省、卢瓦尔省和罗讷省。
与瓦桑地区圣克里斯托夫接壤的市镇（或旧市镇、城区）包括：拉格拉沃、拉沙佩勒-昂瓦尔戈德马、维拉尔达雷讷、瓦尔茹夫雷、瓦卢伊斯-佩尔武、莱德萨尔普。
瓦桑地区圣克里斯托夫的时区为UTC+01:00、UTC+02:00（夏令时）。

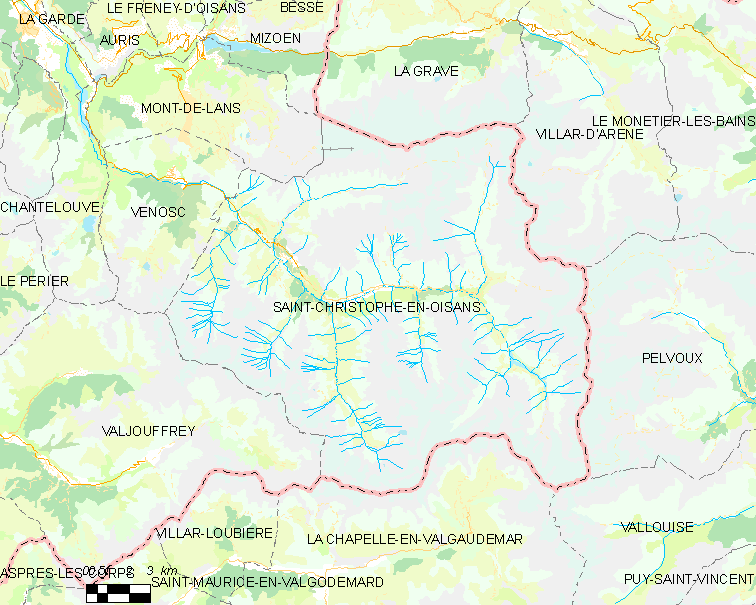
瓦桑地区圣克里斯托夫的OSM定位图

## 行政
瓦桑地区圣克里斯托夫的邮政编码为38520，INSEE市镇编码为38375。

## 政治
瓦桑地区圣克里斯托夫所属的省级选区为瓦桑-罗曼什县。

## 人口

1962-2008年间瓦桑地区圣克里斯托夫人口变化图示

瓦桑地区圣克里斯托夫于2022年1月1日时的人口数量为98人。